# De Havilland Express
de Havilland Express, znan tudi kot de Havilland D.H.86 je bilo štirimotorno dvokrilno potniško/transportno letalo, ki ga je proizvajal britanski de Havilland Aircraft Company v obdobju 1934-1937. Express je bil v bistvu povečan in bolj aerodinamičen de Havilland Dragon. Poganjali so ga štirje 200 konjski vrstni motorji Gipsy Six. 

## Specifikacije (D.H.86A)
Podatki iz De Havilland Aircraft since 1909.; Jackson 1987, p. 347
Splošne karakteristike
- Posadka: 2
- Število sedežev: 10-12 potnikov
- Dolžina: 46 ft 1 in (14,04 m)
- Razpon kril: 64 ft 6 in (19,66 m)
- Višina: 13 ft 0 in (3,96 m)
- Površina kril: 641 ft² (59,6 m²)
- Teža praznega letala: 6140 lb (2791 kg)
- Naložena teža: 10250 lb (4659 kg)
- Pogon letala: 4 ×  de Havilland Gipsy Six I, 200 KM (149 kW)  vsak

 Zmogljivost 
- Maks. hitrost: 166 mph (144 vozlov, 267 km/h)
- Potovalna hitrost: 142 mph (123 vozlov, 229 km/h)
- Doseg: 760 milj (661 nmi,  1223 km)
- Višina leta: 17400 ft (5300 m)
- Hitrost vzpenjanja: 925 ft/min (4,7 m/s)